# Petrilje
Petrilje es un pueblo ubicado en la municipalidad de Medveđa, en el distrito de Jablanica, Serbia.

## Superficie
Posee una superficie de 10,95 kilómetros cuadrados.

## Demografía
Hasta 2011 la población era de 36 habitantes, con una densidad de población de 3,289 habitantes por kilómetro cuadrado.